# Безух Михайло Іванович
Михайло Іванович Безух (нар. 12 (25) травня 1914, Білосарайська Коса — 31 липня 1971, Москва) — радянський військовий льотчик, Герой Радянського Союзу (1944), в роки німецько-радянської війни штурман 565-го штурмового авіаційного полку 224-ї штурмової авіаційної дивізії 1-ї повітряної армії Західного фронту, майор.

## Біографія
Народився 12 (25) травня 1914 року в селі Білосарайська Коса (нині Мангушського району Донецької області України) в сім'ї селянина. Росіянин. Член ВКП (б) / КПРС з серпня 1941 року. Закінчив початкову школу. Працював у колгоспі «Перемога». Потім закінчив школу ФЗУ Рибпрома і два курси Азовського рибного технікуму.
У Червоній Армії з 1935 року. У 1938 році закінчив Сталінградську військово-авіаційну школу льотчиків.
Учасник німецько-радянської війни з червня 1941 року. Воював на Західному фронті.До серпня 1943 року здійснив 78 бойових вильотів на бомбардування й штурмовку живої сили й бойової техніки противника, завдавши ворогові значних втрат.
Указом Президії Верховної Ради СРСР від 1 липня 1944 року за зразкове виконання бойових завдань командування на фронті боротьби з німецько-фашистськими загарбниками і проявлені при цьому мужність і героїзм, майору Михайлу Івановичу Безуху присвоєне звання Героя Радянського Союзу з врученням ордена Леніна і медалі «Золота Зірка»(№ 1983).
Після війни продовжував службу у ВПС. У 1950 році закінчив Військово-повітряну академію (Моніно), а в 1957 році — Військову академію Генерального штабу. З 1965 року генерал-майор авіації М. І. Безух — в запасі.
Жив у Москві. Помер 31 липня 1971 року. Похований на Новодівичому кладовищі в Москві.

## Нагороди, пам'ять

обеліск у Мангуші

Нагороджений двома орденами Леніна, трьома орденами Червоного Прапора, орденом Суворова 3-го ступеня, орденом Кутузова 3-го ступеня, двома орденами Червоної Зірки, медалями.
Ім'я Героя носять Білосарайська восьмирічна школа і вулиця в селищі міського типу Мангуш. 9 травня 2010 року в Мангуші відкрита Алея Слави, де серед інших Героїв встановлено обеліск і Михайлу Безуху.